# The Male Animal
The Male Animal is een Amerikaanse romantische komedie uit 1942 onder regie van Elliott Nugent. De film is gebaseerd op het gelijknamige Broadway-toneelstuk uit 1940 van Nugent.

## Verhaal
Tommy Turner is een gerenommeerde en ietwat arrogante professor Engels op een universiteit. Op een dag wordt hij door de decaan geïnformeerd dat de student Michael Barnes - tevens het liefje van het zusje van Tommy's vrouw - een opinieartikel heeft geschreven voor de universiteitskrant waarin de decaan en andere invloedrijke personen op de universiteit als fascisten worden bestempeld. In het artikel kondigt Michael aan dat Tommy aanstaande maandag een brief geschreven door de geëxecuteerde anarchist Bartolomeo Vanzetti zal voorlezen tijdens zijn les. De decaan waarschuwt hem dat deze actie mogelijk zal leiden tot ontslag.
Hoewel Tommy geen problemen wil veroorzaken, gelooft hij stellig in vrijheid van meningsuiting en overweegt de brief alsnog voor te dragen. Wanneer de ex-vriend van Ellen plotseling voor zijn deur staat en zijn twijfels uit over de brief, is Tommy des te meer overtuigd. Tommy is namelijk nog steeds heel jaloers op deze man, Joe Ferguson, en doet er alles aan om hem dwars te zitten. Hierdoor komt het huwelijk tussen Tommy en Ellen op het spel te staan.

## Rolverdeling
| Acteur              | Personage             |
| ------------------- | --------------------- |
| Henry Fonda         | Tommy Turner          |
| Olivia de Havilland | Ellen Turner          |
| Joan Leslie         | Patricia Stanley      |
| Jack Carson         | Joe Ferguson          |
| Eugene Pallette     | Ed Keller             |
| Herbert Anderson    | Michael Barnes        |
| Hattie McDaniel     | Cleota                |
| Ivan Simpson        | Dean Frederick Damon  |
| Don DeFore          | Wally Myers           |
| Jean Ames           | "Hot Garters" Gardner |
| Minna Phillips      | Mrs. Blanche Damon    |
| Regina Wallace      | Mrs. Myrtle Keller    |
| Frank Mayo          | Coach Sprague         |
| William B. Davidson | Alumnus               |
| Bobby Barnes        | Nutsy Miller          |

## Productie
Warner Brothers kocht de rechten van het toneelstuk in juni 1941 voor een bedrag van $150.000. Aanvankelijk werd Priscilla Lane aangesteld in de vrouwelijke hoofdrol, maar zij was vanwege verplichtingen aan een andere film genoodzaakt de rol af te slaan.
Het toneelstuk werd in 1952 opnieuw verfilmd onder de titel She's Working Her Way Through College, ditmaal met Ronald Reagan en Virginia Mayo in de hoofdrollen.